# Enid Lyons
Dame Enid Lyons (ur. 9 lipca 1897 w Smithton, zm. 2 września 1981 w Ulverstone) – australijska polityk, pierwsza w historii kobieta wybrana do Izby Reprezentantów oraz powołana w skład gabinetu federalnego Australii. Przed rozpoczęciem własnej kariery politycznej była znana jako małżonka Josepha Lyonsa, premiera Australii w latach 1932-1939.

## Życiorys

### Młodość
Pochodziła z północnej Tasmanii, jej panieńskie nazwisko brzmiało Enid Burnell. Jako siedemnastolatka poślubiła starszego od niej o 18 lat polityka Josepha Lyonsa, z którym miała dwanaścioro dzieci. Ukończyła kolegium nauczycielskie i pracowała zgodnie z wykształceniem. Pomimo obowiązków rodzinnych i zawodowych, była zawsze bardzo zaangażowana w karierę polityczną męża, pomagając mu w podejmowaniu kluczowych decyzji i biorąc udział w kampaniach wyborczych, w których m.in. zachęcała kobiety do głosowania i interesowania się polityką. 
Gdy miała 26 lat i sześcioro dzieci, jej mąż został premierem Tasmanii. W 1928 opuścił to stanowisko, a rok później został wybrany do parlamentu federalnego. W 1932 Joseph Lyons został premierem Australii. Jest uznawana za pierwszą z żon australijskich premierów, która świadomie budowała medialny wizerunek rodziny i swój własny, kreując się na szczęśliwą matkę dużej rodziny. Nie znosiła snobizmu wyższych sfer i starała się prowadzić w oficjalnej rezydencji szefa rządu możliwie normalny dom. W 1939 została wdową, po tym jak jej mąż zmarł jako pierwszy urzędujący szef rządu federalnego.

### Kariera polityczna
Po śmierci męża Lyons powróciła na Tasmanię. W 1943 wystartowała w wyborach do Izby Reprezentantów w okręgu wyborczym Darwin jako kandydatka Partii Zjednoczonej Australii (UAP) i jako pierwsza kobieta w historii Australii uzyskała miejsce w izbie niższej parlamentu federalnego. W tych samych wyborach Dorothy Tangney została pierwszą kobietą w Senacie Australii. W 1945 UAP przekształciła się w Liberalną Partię Australii, a Lyons została posłanką tego ugrupowania. 
W 1946 uzyskała reelekcję, lecz wraz z całą swoją partią pozostawała w opozycji. LPA wygrała kolejne wybory w 1949, zaś Lyons, która po raz drugi obroniła swój mandat, została zaproszona do czwartego gabinetu Roberta Menziesa jako wiceprzewodnicząca Federalnej Rady Wykonawczej. Urząd ten ma charakter głównie ceremonialny i nie wiąże się z konkretnymi obowiązkami ministerialnymi. Choć Lyons przyjęła go, była głęboko rozczarowana powierzeniem jej tylko takiego stanowiska, od lat pozostawała zresztą w nie najlepszych relacjach z premierem Robertem Menziesem, który jeszcze w latach 30. był postrzegany jako lider wewnątrzpartyjnej opozycji przeciwko jej mężowi.

### Emerytura polityczna
W 1951 zrezygnowała ze ubiegania się o kolejną kadencję w parlamencie, co zgodnie z konstytucją Australii eliminowało ją też z grona ministrów. Motywowała to stanem zdrowia: cierpiała na nowotwór nosa, a dodatkowo uskarżała się na bóle miednicy, która uległa uszkodzeniu podczas pierwszego z jej dwunastu porodów. Udało jej się wyleczyć z tych dolegliwości i pozostała aktywna jako działaczka społeczna, publicystka, a także autorka trzech książek wspomnieniowych. Przez jedenaście lat zasiadała w radzie komisarzy (radzie nadzorczej) Australian Broadcasting Corporation. Nigdy nie wyszła ponownie za mąż. Zmarła we wrześniu 1981 roku w wieku 84 lat. Została pochowana z honorami państwowymi obok swojego męża, na cmentarzu w Devonport na Tasmanii.

## Odznaczenia
W 1936 została Damą Krzyża Wielkiego Orderu Imperium Brytyjskiego (GBE), co pozwoliło jej dopisywać przed nazwiskiem tytuł Dame. W 1980 otrzymała Order Australii najwyższej klasy Dama. 